# Plagiochila infirma
Plagiochila infirma là một loài rêu trong họ Plagiochilaceae. Loài này được Sande Lac. mô tả khoa học đầu tiên năm 1864.
Danh pháp khoa học của loài này chưa được làm sáng tỏ. 